# Kastelle von Neckarburken
Die römischen Kastelle von Neckarburken befinden sich auf dem Gebiet der gleichnamigen Ortschaft Neckarburken, einem Ortsteil der Gemeinde Elztal im Neckar-Odenwald-Kreis. Auch wenn in der Literatur und auf diversen Webseiten des Öfteren von dem (einen) Kastell Neckarburken die Rede ist, handelt es sich gleichwohl um zwei verschiedene und räumlich getrennte Kastelle derselben Zeitstellung, das Westkastell und das Ostkastell. Beide gehören zur älteren Odenwaldlinie des Neckar-Odenwald-Limes und waren von etwa dem Jahr 100 unserer Zeitrechnung bis spätestens 159 belegt, das Ostkastell möglicherweise etwas länger.
Ein Vicus befand sich zwischen den zwei Kastellen bzw. westlich des Kohortenkastells. Von ihm ist heute nichts mehr zu sehen. Die Gräberfelder konnten bislang nicht sicher lokalisiert werden.

## Forschungsgeschichte

Lageplan der Kastelle
(Ausgrabungen 1892–1894)

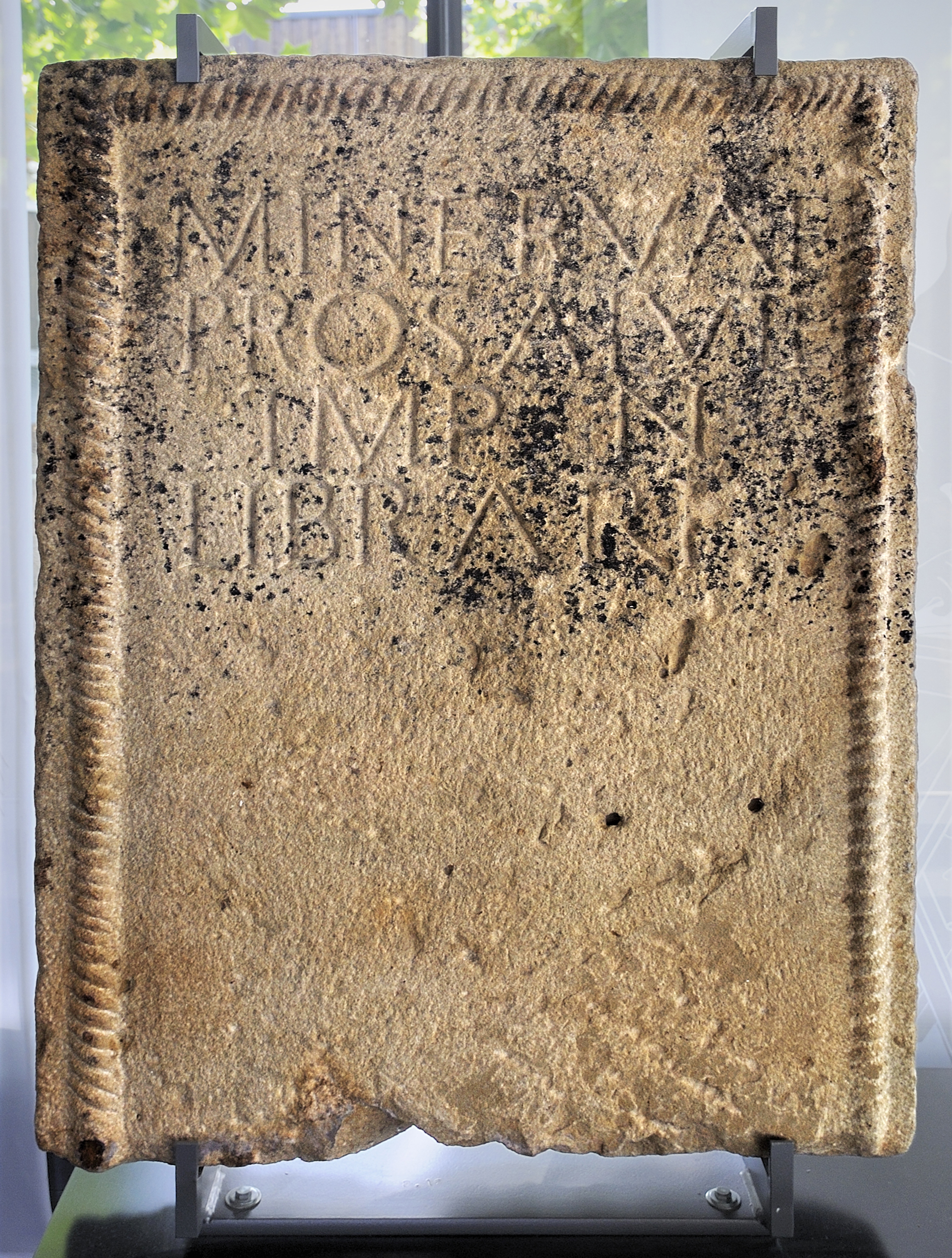
Votivstein der Kohortenschreiber an Minerva

Die Pioniere der Archäologie und Altertumsforschung wie Karl Wilhelmi hatten schon früh ein Kastell in Neckarburken vermutet. Bereits zu Beginn des 19. Jahrhunderts war eine überdurchschnittliche Häufung von Oberflächenfunden römischer Provenienz im Bereich des Ortes Neckarburken aufgefallen. 1808 waren ein von den Schreibern der Kohorte für Minerva und den Kaiser errichteter Weihestein sowie silberne Münzen gefunden worden. 1810 war umfangreiches römisches Mauerwerk zu Tage getreten, von der unwissenden Bevölkerung in Stücke zerschlagen und in der Elz „entsorgt“ worden. 1850 wurde ein Relief mit einer geflügelten, nackten Figur gefunden, bei dem es sich möglicherweise um einen Grabstein mit der Darstellung Amors handelt. Erste Ausgrabungen wurden 1881 am Ostkastell durch den Mannheimer Altertumsverein durchgeführt. Systematische Untersuchungen beider Kastelle erfolgten durch die Reichs-Limeskommission zwischen 1892 und 1894. Weitere archäologische Aktivitäten fanden, oft als Notgrabungen im Zusammenhang mit städte- oder straßenbaulichen Maßnahmen, im Laufe der zweiten Hälfte des 20. Jahrhunderts statt.

## Westkastell (Kohortenkastell)
Das Westkastell liegt unmittelbar südlich der Bundesstraße 27 im Bereich des südöstlichen Ortskerns von Neckarburken. Bei diesem Lager handelt es sich um ein rechteckiges Kohortenkastell von etwa 20.800 m² Größe, das von einem etwa 5 m breiten und gut 1,60 m tiefen Graben umgeben war. Insgesamt gelten eine Holz-Erde-Bauphase und ein Steinkastell als gesichert. Die Porta praetoria des insgesamt viertorigen Bauwerks war gut doppelt so breit wie die anderen Tore und nach Osten, zu dem in rund 300 m entfernt verlaufenden Limes hin ausgerichtet. Von den Innenbauten konnten die Principia (Stabsgebäude) mit dem Fahnenheiligtum (Aedes) sowie ein als Geschützplattform gedeuteter Bau und ein vermutlich zum Praetorium (Kommandantenwohnhaus) gehörendes kleines Badegebäude nachgewiesen werden. Möglicherweise wurden die beiden letztgenannten Gebäude aber auch erst nach der Auflassung des Kastells errichtet und dienten zivilen Zwecken. Das Kastellareal ist weitgehend überbaut, so dass keine Spuren im Gelände mehr sichtbar sind.

Grundriss des Westkastells (Ausgrabungen 1892–1894)
Grundriss der Principia des Westkastells (Ausgrabungen 1892–1894)

### Truppe
Von welcher Kohorte (Einheit von etwa 480 Mann) das Kastell errichtet und in der ersten Zeit genutzt worden war, ist nicht bekannt. Für die spätere Zeit ist eine Cohors III Aquitanorum equitata civium Romanorum (3. teilberittene Aquitanerkohorte römischen Bürgerrechts) belegt. In der deutschen Fachliteratur wird ihre Anwesenheit schon zur Frühzeit des Lagers Neckarburken ausgeschlossen, da sie in trajanischer Zeit noch im Kastell Stockstadt stationiert gewesen sei.

### Kastellbad

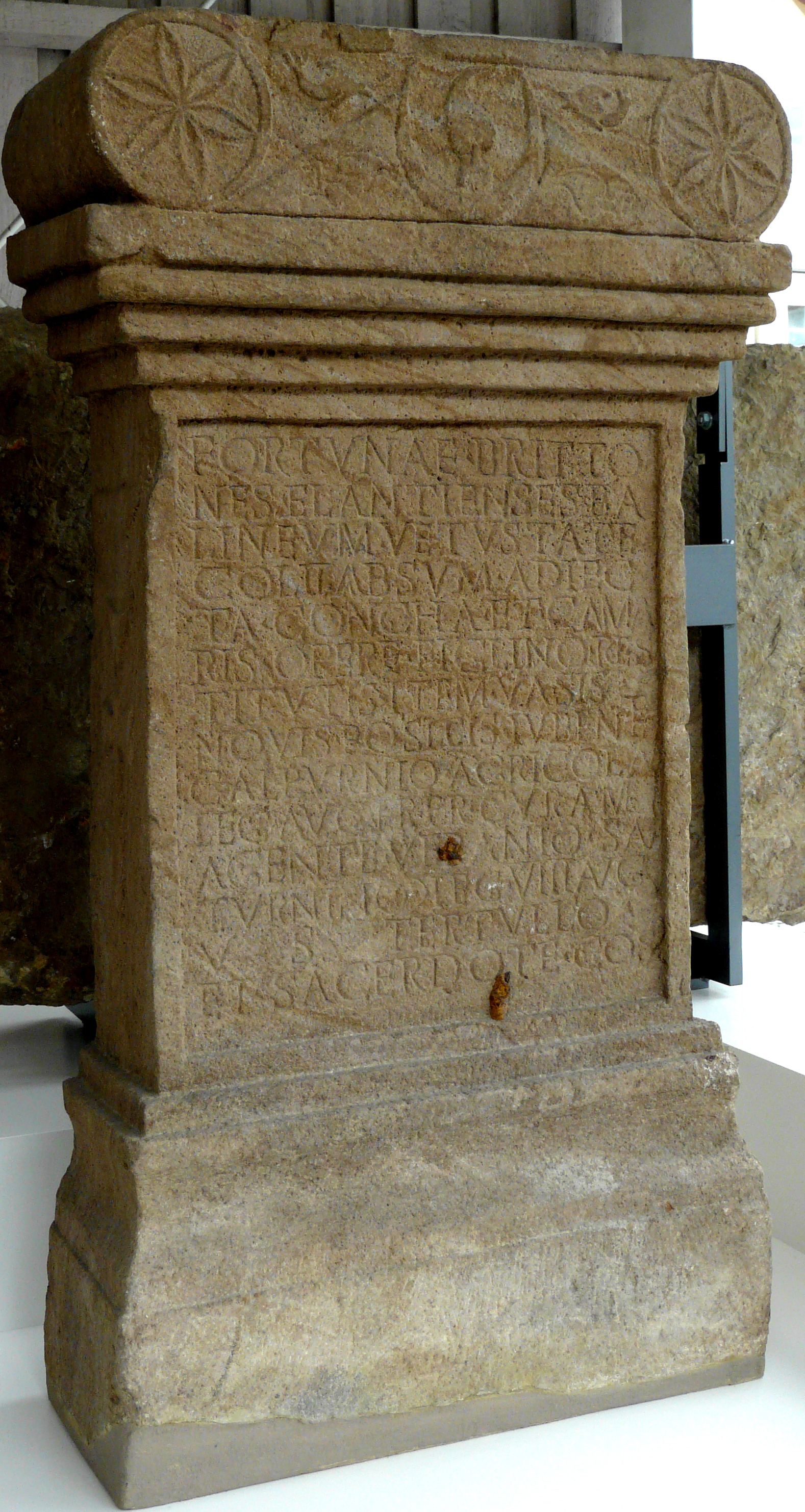
(Wiederherstellungs-)Bauinschrift der Thermen des Numeruskastells.
AO: Römermuseum Osterburken

Etwa 40 m östlich der NO-Ecke des Kastells, direkt an der B 27, befindet sich das Kastellbad, das vom Landesdenkmalamt Baden-Württemberg in den Jahren 1974 und 1975 eingehend nachuntersucht werden konnte. Alle typischen Gebäudeteile eines römischen Bades wurden dabei nachgewiesen, ferner bleierne Wasserleitungen und ein Abwasserkanalisationssystem. Der nördliche Teil des Bades ist durch den Verlauf der Bundesstraße gestört, der südliche Bereich wurde restauriert und kann besichtigt werden.

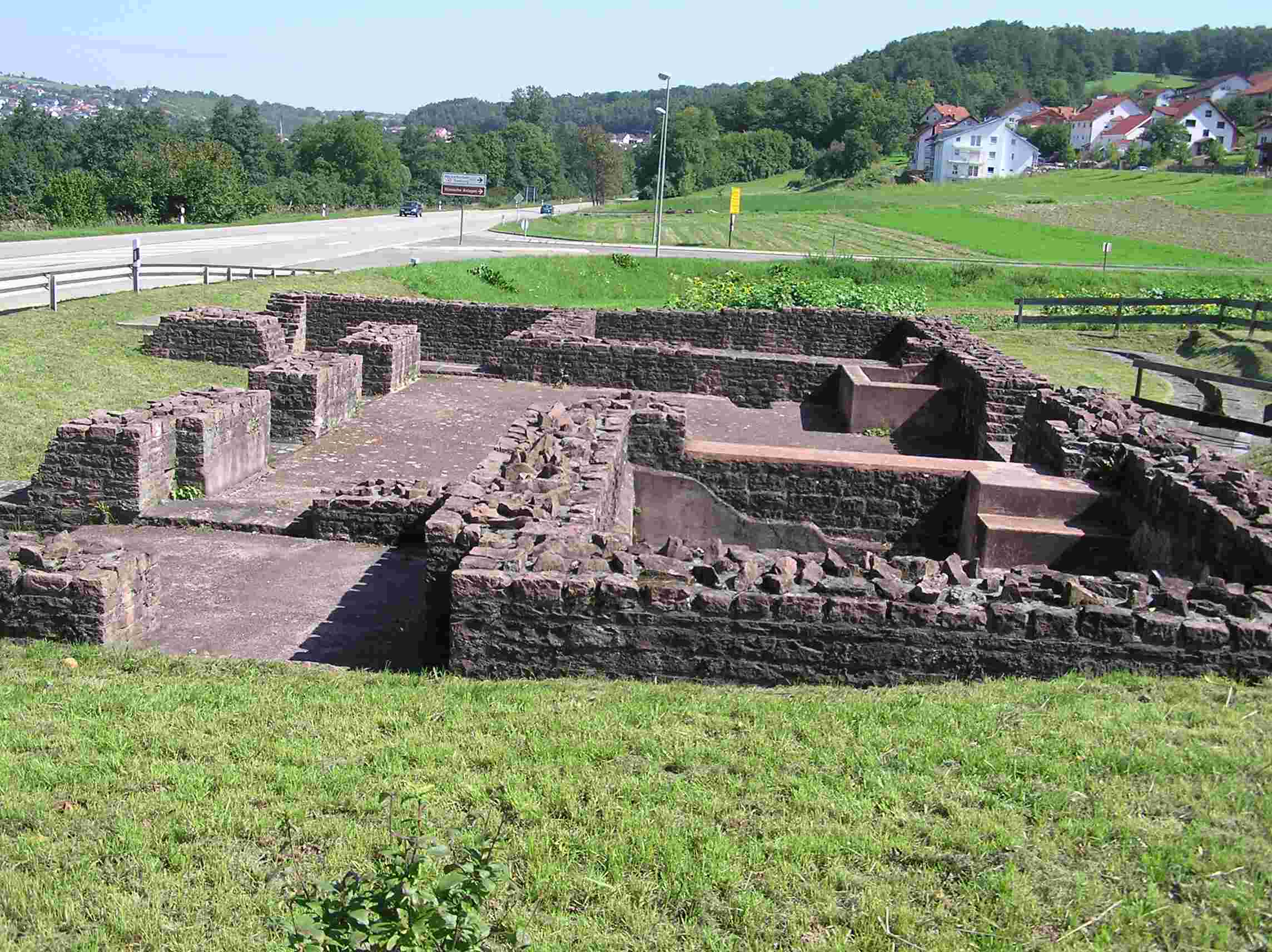
Restaurierte Fundamente des Kohortenbades
Grundriss des Kohortenbades (Ausgrabungen 1892–1894)

## Ostkastell (Numeruskastell)
Beim Ostkastell von Neckarburken handelt es sich um ein etwa 6400 m² großes, dreitoriges Numeruskastell in Form eines unregelmäßigen Vierecks. Die Porta Praetoria war nach Norden auf die Elz hin ausgerichtet. Die ältesten Befunde sprechen für eine Erbauung des Kastells in trajanischer Zeit. Es dürfte alle für die Numeruslager des Odenwaldlimes typischen Bauphasen durchlaufen haben, wie sie beispielsweise auch für die Kastelle Würzberg und Hesselbach nachgewiesen wurden. Auf die Zeit zwischen 145 und 161 n. Chr. datierbar ist eine Bauinschrift die von der Porta principalis sinistra (Osttor) stammt. Durch diese Inschrift ist ein dort stationierter Numerus, der Numerus Brittonum Elantiensium (Numerus der Elzbrittonen) sicher nachgewiesen.
Unmittelbar vor der Porta Praetoria im Norden wurde das vermutliche Grabrelief mit Amordarstellung gefunden, sodass vermutet wurde, dass sich ein Gräberfeld von Neckarburken in diesem Bereich befunden haben könnte.

### Ende
Möglicherweise war auch nach der Verschiebung des Limes um das Jahr 159 das Numeruskastell Neckarburken noch einige Zeit weiter belegt. Der nächste Standort des Numerus Brittonum Elantiensium war höchstwahrscheinlich der Annex des Kohortenkastells Osterburken. Dieser entstand in den Jahren zwischen 185 und 192 und erfüllte logistische Funktionen im Hinterland der Grenze. Nach der Auflassung des Ostkastells von Neckarburken wurde ein Zivilgebäude, wohl eine Villa rustica, in das Areal gesetzt.
Das Westtor des Neckarburkener Ostkastells ist konserviert und kann, unmittelbar an der B 27 liegend, besichtigt werden.

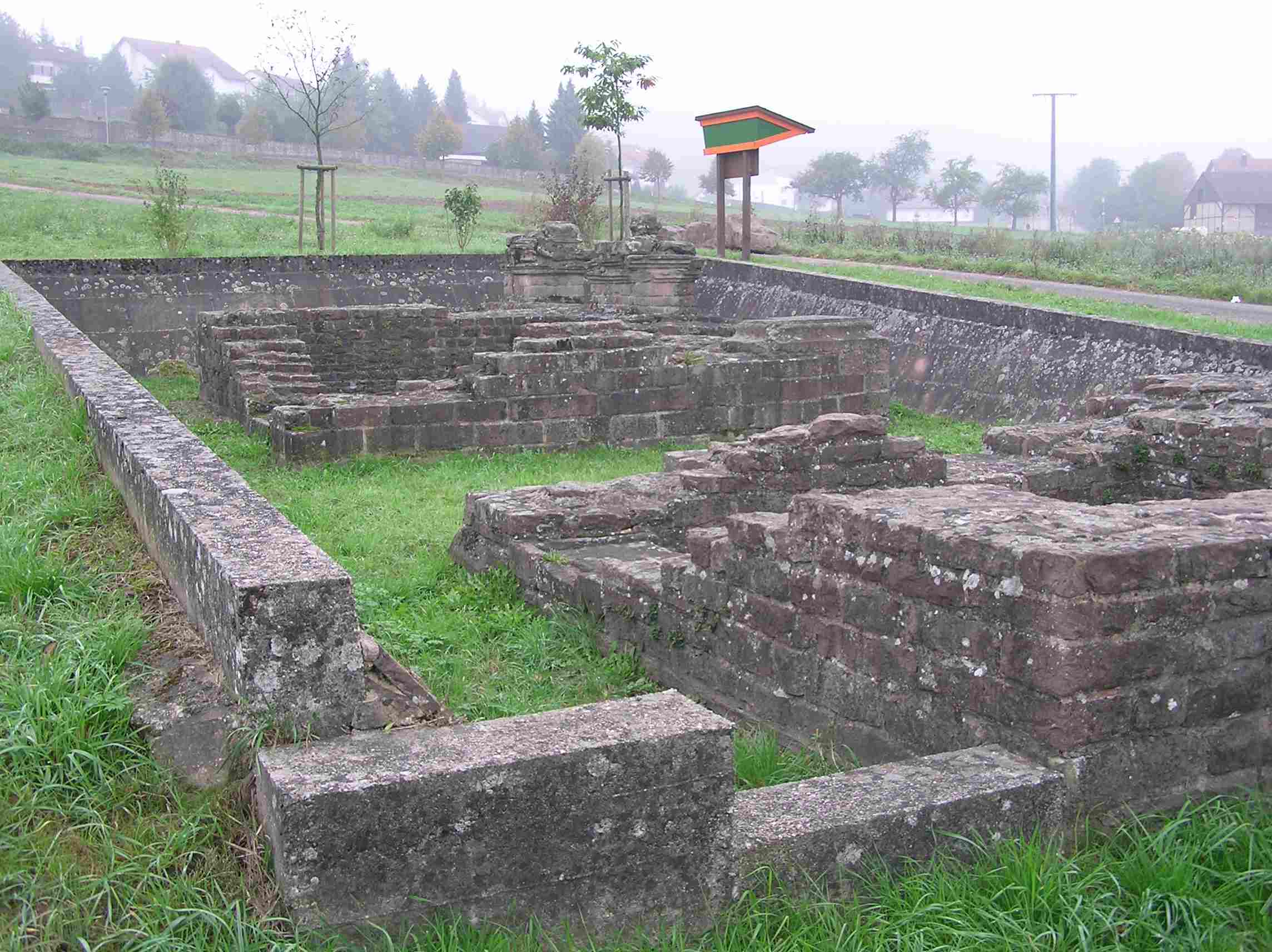
Restaurierte Fundamente der Porta Principalis Sinistra des Numeruskastells
Grundriss und Detailstudien des Numeruskastells (Ausgrabungen 1892–1894)

### Kastellbad
Etwa 70 m nordwestlich der NW-Ecke des Numeruskastells befindet sich das zugehörige Kastellbad. Es wurde erst 1982 bei Kanalbauarbeiten entdeckt. Das Bad erfuhr unter der Bauaufsicht des damaligen Centurios der Elzbrittonen, Veranius Saturninus, noch im Jahre 158 eine erhebliche Erweiterung, was für eine militärische Nutzung des Kastells über das Jahr 159 hinaus sprechen könnte. Von dem Badegebäude ist nichts mehr im Gelände zu erkennen.

## Zusammenhang
Die Kombination von zwei Lagern, einem größeren mit einer Kohorte oder Ala und einem kleineren mit einem Numerus oder einer Exploratio, ist kein Einzelfall am deutschen Limes. Ähnliche Kombinationen gibt es beispielsweise in Murrhardt und Osterburken. Während die größeren Auxiliareinheiten ja auch Bestandteil des römischen Bewegungsheeres waren und sich somit während der Dauer von Feldzügen gegebenenfalls anderenorts aufhielten, standen die kleineren Numeruseinheiten dauerhaft vor Ort, so dass auch in Kriegszeiten eine permanente Überwachung des Limes gewährleistet war.

## Vicus
Siedlungsfunde gab es zwischen den Kastellen und südwestlich des Kohortenkastells. Die Heerstraße bildete wahrscheinlich die Hauptachse des Vicus. Parallel und vertikal davon verliefen kleinere Nebenstraßen. An einer dieser parallelen Seitenstraßen wurde ein langgestrecktes Haus mit einer Größe von 18,6 m × 6,6 m aufgedeckt.

## Museum am Odenwaldlimes
Im ehemaligen Rathaus von Neckarburken ist das Museum am Odenwaldlimes untergebracht. Neben Informationen und Fundstücken zur allgemeinen Geschichte des Odenwaldlimes sind hier natürlich auch die Neckarburkener Kastelle präsentiert.
Das kleine Museum ist nur zwischen April und Oktober, sonntäglich nachmittags geöffnet. Besucher des Museums haben auch die Möglichkeit, die benachbarte Kirche zu besichtigen.

## Limesverlauf zwischen den Kastellen von Neckarburken und dem Kleinkastell Duttenberg
Südlich von Neckarburken zieht sich der Limes, ohne auf topographische Gegebenheiten Rücksicht zu nehmen, als schnurgerade Linie in Richtung Bad Wimpfen bis zum Kleinkastell Duttenberg.
Spuren der Limesbauwerke zwischen den Kastellen von Neckarburken und dem Kleinkastell Duttenberg:
| ORL       | Name/Ort                    | Beschreibung/Zustand |
| --------- | --------------------------- | --- |
| ORL 53    | Kastelle von Neckarburken   | siehe oben |
| Wp 10/62  | „Auf dem Masseldorn“        | Der Steinturm war bereits vor 1893 von einem Bauern aus Neckarburken ausgebrochen worden. Durch eine Sondierung konnte die Reichs-Limeskommission noch Mauersteine, Mörtel und Keramikscherben feststellen. Die Lage war so gewählt worden, dass von hier aus das Elztal und der in nördliche Richtung verlaufende Limesabschnitt bis zum Wachturm Wp 10/56 eingesehen werden konnten. Eine heute noch im Gelände zu beobachtende Bodenwelle steht möglicherweise in Zusammenhang mit der ehemaligen Turmstelle. |
| Wp 10/62a | „Eulberg“                   | Vom Grundstückseigentümer zum Teil ausgebrochene Steinturmstelle. Es konnte an der Nordseite noch 70 cm hoch aufgehendes, 95 cm mächtiges Mauerwerk festgestellt werden. Die südliche Hälfte des Turmes liegt vermutlich noch unter dem Erdhügel verborgen. Die Aussicht von dieser Turmstelle muss in nördliche Richtung bis zum Wp 10/49 gereicht haben. |
| Wp 10/63  | „In den Straßenäckern“      | Der Steinturm wurde 1894 von der Reichs-Limeskommission ausgegraben. Erhalten waren nur noch die unteren Lagen des Fundaments. Es hatte mit 5,50 m mal 5,56 m einen nahezu quadratischen Grundriss, seine Stärke schwankte zwischen 0,93 m und 1,15 m. Bei einer Geländebegehung im Jahr 1982 wurden eine Randscherbe, ein stilus (eiserner Schreibgriffel) sowie Bruchstücke verziegelten Lehms gefunden. Die Lage des Turmes bei dem topographischen Höhenpunkt 346,2 m ü. NHN gewährleistete eine vorzügliche Rundumsicht. Sie reichte im Norden über Sattelbach und Robern bis zum Wp 10/46 auf dem Heunenbuckel, nach Osten weit in das Limesvorland hinein, nach Süden bis zum nördlichen Rand der Waldgebiete und nach Westen bis zur Mündung der Elz in den Neckar. |
| Wp 10/63a |                             | Aufgrund der topographischen Gegebenheiten und der durchschnittlichen Entfernungen zwischen Limeswachtürmen angenommene, aber nicht archäologisch nachgewiesene Turmstelle. Allerdings befinden sich in dem in Frage kommenden, ansonsten steinlosen Gebiet zahlreiche Kalksteine der gleichen Art, wie sie auch beim Bau des Wp 10/62a verwendet worden waren. |
| Wp 10/64  | „Knopfhof“                  | Nicht mehr sichtbare Turmstelle eines Steinturmes, der einen älteren Holzturm überlagert. |
| Wp 10/65  | „Bergfeld“                  | Aufgrund der topographischen Gegebenheiten und der durchschnittlichen Entfernungen zwischen Limeswachtürmen angenommene, aber nicht archäologisch nachgewiesene Turmstellen. |
| Wp 10/65a | „„Im Thomasbrünnlein Flur““ | Nur vermutete, nicht archäologisch nachgewiesene Turmstelle. |
| Wp 10/66  | „Im Stockbrunner Feld“      | Nur durch im Acker herum liegende, ausgebrochene Steine lokalisiert. Nicht weiter archäologisch untersucht. |
| Wp 10/67  | „Am stein(ernen) Tisch“     | Aufgrund der durchschnittlichen Entfernungen zwischen Limeswachtürmen angenommene, aber nicht archäologisch nachgewiesene Turmstelle. |
| Wp 10/68  | „Im nördlichen Selbach“     | Nur vermutet, nicht archäologisch nachgewiesen. Ernst Fabricius wies auf einen runden Hügel 50 m nördlich des Ulmenweges und 90 m hinter der Römerstraße hin. Dieser Standort scheint aber aufgrund seiner Position sehr unsicher zu sein. |
| Wp 10/69  | „Lerchenweg“                | Angenommener, aber nicht archäologisch nachgewiesener Standort. |
| Wp 10/69a | „im südlichen Selbach“      | Nur vermutete, nicht archäologisch nachgewiesene Turmstelle. |
| Wp 10/70  | „Auf dem Hummelberg“        | Reste eines Steinturms (als quadratische Erhebung im Gelände sichtbar) und möglicherweise eines Holzturms. Die Abmessungen des rechteckigen Steintrumgrundrisses beliefen sich laut Reichs-Limeskommission auf 4,80 m / 4,75 m / 4,74 m / 4,70 m. Die Wandstärke betrug zwischen 1,10 m und 1,15 m. |
| Wp 10/70a | „Fuchsschwanz“              | Angenommen, aber nicht archäologisch nachgewiesen. |
| Wp 10/71  | „Schrammbiegelwald“         | Angenommen, aber nicht archäologisch nachgewiesen. |
| Wp 10/71a | „In den Rohräckern“         | Angenommen, aber nicht archäologisch nachgewiesen. 1990 durch Luftbildaufnahme möglicherweise rund 250 m östlich der ursprünglich vermuteten Stelle lokalisiert. |
| Wp 10/72  | „In den Hühnergärten“       | Angenommen, aber nicht archäologisch nachgewiesen. |
| Wp 10/73  | „Auf dem Heiligenrain“      | Nur vermutete, nicht archäologisch nachgewiesene Turmstelle. |
| Wp 10/74  | „In der Feldflurebene“      | Nur vermutete, nicht archäologisch nachgewiesene Turmstelle. |
| Wp 10/75  | „Auf dem Dermuth“           | Bei den Ausgrabungen der Reichs-Limeskommission wurde ein Steinturm mit einem annähernd quadratischen Grundriss von 4,8 m mal 4,9 m ermittelt. |
| Wp 10/76  | „Auf dem Scherer“           | 1894 ausgegraben. Steinturm mit quadratischem Grundriss bei einer Seitenlänge von 5,3 m. |
| Wp 10/77  | „Bei Duttenberg“            | Nur vermutete, nicht archäologisch nachgewiesene Turmstelle. |
|           | Kleinkastell Duttenberg     | siehe Hauptartikel Kleinkastell Duttenberg |

## Denkmalschutz
Die Kastelle von Neckarburken und die erwähnten Bodendenkmale sind geschützt als Kulturdenkmale nach dem Denkmalschutzgesetz des Landes Baden-Württemberg (DSchG). Nachforschungen und gezieltes Sammeln von Funden sind genehmigungspflichtig, Zufallsfunde sind an die Denkmalbehörden zu melden.